# Bessines
Bessines is een gemeente in het Franse departement Deux-Sèvres (regio Nouvelle-Aquitaine) en telt 1592 inwoners (2011). De plaats maakt deel uit van het arrondissement Niort.

## Geografie
De oppervlakte van Bessines bedraagt 11,4 km², de bevolkingsdichtheid is 119,1 inwoners per km².

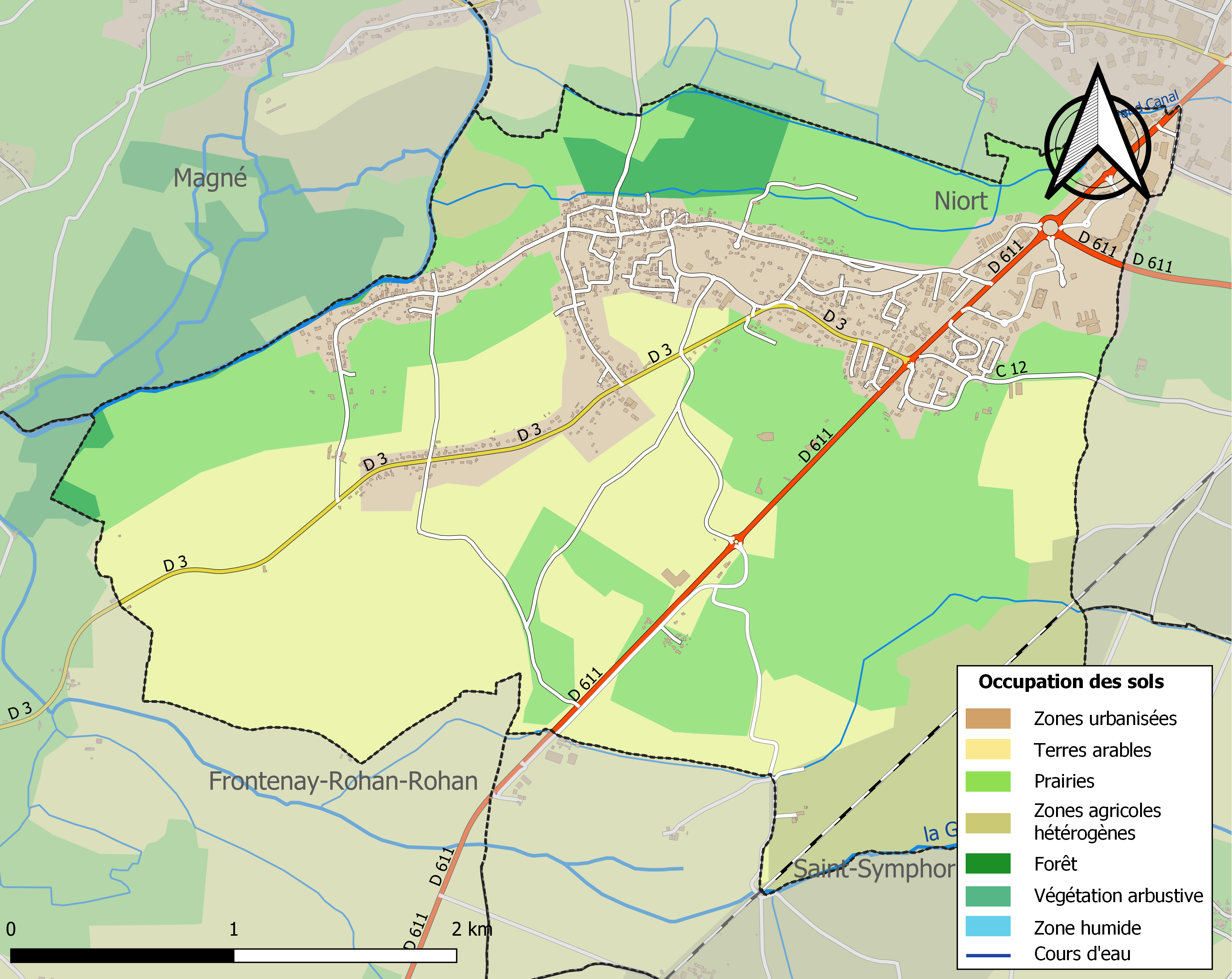
Kaart van de gemeente met belangrijkste infrastructuur, bodemgebruik en omliggende gemeenten

## Demografie
Onderstaande figuur toont het verloop van het inwonertal (bron: INSEE-tellingen).

## Geboren in Bessines
- Jean Richard (1921-2001), acteur